# MIPS (medida)
MIPS (acrônimo de Millions of Instructions Per Second, que significa milhões de instruções por segundo em inglês) é uma medida de desempenho de processadores em Informática.
Instruções por  segundo (IPS) é uma medida da velocidade do processador de um computador. Muitos valores IPS reportados representam apenas os "picos" de execução de sequências de instruções artificiais com poucas bandas, enquanto trabalhos realísticos consistiriam de uma mistura de instruções e até mesmo aplicações, algumas das quais levariam mais tempo para executar do que outras. O desempenho da hierarquia de memória também afeta extremamente o desempenho do processador, uma edição considerada mal em cálculos do IPS. Por causa destes problemas, os investigadores criaram testes padronizados tais como SPECint (talvez) para medir o desempenho eficaz real em aplicações geralmente usadas, e o IPS cru caiu em desuso.
O termo é usado geralmente na associação com um valor numérico tal como mil instruções por o segundo (kIPS), milhão instruções por o segundo (MIPS), ou milhão operações por o segundo (MOPS).

## Mil instruções por segundo
Mil instruções por o segundo (kIPS) são usadas raramente, porque a maioria de microprocessadores atuais podem executar diversos milhões de instruções por segundo.
kIPS é também um termo satírico para microprocessadores de 16 bits desenvolvidos por estudantes não graduados em Engenharia de Computação que usam como referência bibliográfica o livro "Computer Organization and Design" escrito por Patterson and Hennessy. que explica conceitos da arquitetura de computador nos termos da arquitetura dos processadores MIPS. Tais arquiteturas tendem a ser versões pioradas da arquitetura dos MIPS R2000.

## Milhão de instruções por segundo
Os críticos do termo o intitulam “a indicação sem sentido da velocidade do processador". (Em Linux e UNIX, os MIPS são referidos frequentemente como bogoMIPS.) Os MIPS não são certamente comparáveis entre arquiteturas de processador.
O equivalente da Aritmética de Ponto Flutuante dos MIPS são os FLOPS, aos quais os mesmos cuidados se aplicam.
Nos anos 1970, o desempenho de minicomputadores foi comparado usando os VAX MIPS, onde a performance dos computadores foi medida em uma tarefa e seu desempenho avaliado em comparação ao VAX 11/780. Este foi introduzído no mercado com “1 MIPS” de velocidade. (A medida ficou conhecida também como “unidade VAX de desempenho” ou VUP. Embora ortograficamente incorreto, o “S” em “VUPs” é escrito às vezes em maíusculo.) Este foi escolhido porque o 11/780 era aproximadamente equivalente no desempenho a um modelo 158-3 do IBM System/370, que era aceito geralmente na indústria computando em velocidade de 1 MIPS.
Os microprocessadores 8-bit, 16-bit têm um desempenho medido em KIPS (mil instruções por segundo), equivalente à 0.001 MIPS. O primeiro microprocessador de uso geral, o Intel i8080, funcionou em 640 KIPS. O microprocessador Intel i8086, o primeiro microprocessador de 16 bits na linha dos processadores feitos pela Intel e usados em PC's da IBM, funcionou em 800 KIPS. Os primeiros PC's 32-bit (386) funcionaram aproximadamente a 3 MIPS.
O zMIPS refere-se à medida dos MIPS usada internamente pela IBM para avaliar o uso de seus mainframes (zSeries e System z9). A pesquisa de Isham tem usado ultimamente o termo kMIPS (um bilhão de instruções por segundo) para medir as velocidades do processador dos mainframes.

## Linha do tempo de "Instruções por Segundo"[carecede fontes?]
| Processador                           | IPS                          | Ano  |
| ------------------------------------- | ---------------------------- | ---- |
| Intel 8080                            | 640 kIPS em 2 megahertz      | 1974 |
| Motorola 68000                        | 1 MIPS em 8 megahertz        | 1979 |
| Intel 386DX                           | 8.5 MIPS em 25 megahertz     | 1988 |
| Intel 486DX                           | 54 MIPS em 66 megahertz      | 1992 |
| PowerPC 600s (G2)                     | 35 MIPS em 33 megahertz      | 1994 |
| Intel Pentium Pro                     | 541 MIPS em 200 megahertz    | 1996 |
| ARM 7500FE                            | 35.9 MIPS em 40 megahertz    | 1996 |
| PowerPC G3                            | 525 MIPS em 233 megahertz    | 1997 |
| Zilog eZ80                            | 80 MIPS em 50 megahertz      | 1999 |
| Intel Pentium III                     | 1354 MIPS em 500 megahertz   | 1999 |
| AMD Athlon                            | 3561 MIPS em 1.2 gigahertz   | 2000 |
| AMD XP 2400+                          | 5935 MIPS em 2.0 gigahertz   | 2002 |
| Pentium 4 Extreme Edition             | 9726 MIPS em 3.2 gigahertz   | 2003 |
| ARM Cortex A8                         | 2000 MIPS em 1.0 gigahertz   | 2005 |
| Xenon do Xbox360 IBM (núcleo único)   | 6400 MIPS em 3.2 gigahertz   | 2005 |
| AMD Athlon FX-57                      | 12000 MIPS em 2.8 gigahertz  | 2005 |
| AMD Athlon 64 3800+ X2 (núcleo duplo) | 14564 MIPS em 2.2 gigahertz  | 2005 |
| AMD Athlon FX-60 (núcleo duplo)       | 18938 MIPS em 2.6 gigahertz  | 2006 |
| Núcleo 2 X6800 da Intel               | 27079 MIPS em 2.93 gigahertz | 2006 |